# Чемпіонат Європи з легкої атлетики 2018
Чемпіонат Європи з легкої атлетики 2018 був проведений на Олімпійському стадіоні в Берліні в рамках першого об'єднаного чемпіонату Європи з літніх видів спорту.
Офіційними датами початку та завершення змагань були 7 та 12 серпня, проте кваліфікаційні раунди в окремих дисциплінах були проведені 6 серпня.
За регламентом змагань, до участі у першості допускались спортсмени, які виповнили впродовж кваліфікаційного періоду встановлені нормативи та вимоги.

## Місця змагань

### Стадіон
Всі дисципліни чемпіонату (крім марафонського бігу, спортивної ходьби та кваліфікаційних змагань у штовханні ядра) були проведені на Олімпійському стадіоні, арені легкоатлетичних змагань на літніх Олімпійських іграх-1936 та чемпіонату світу з легкої атлетики-2009.

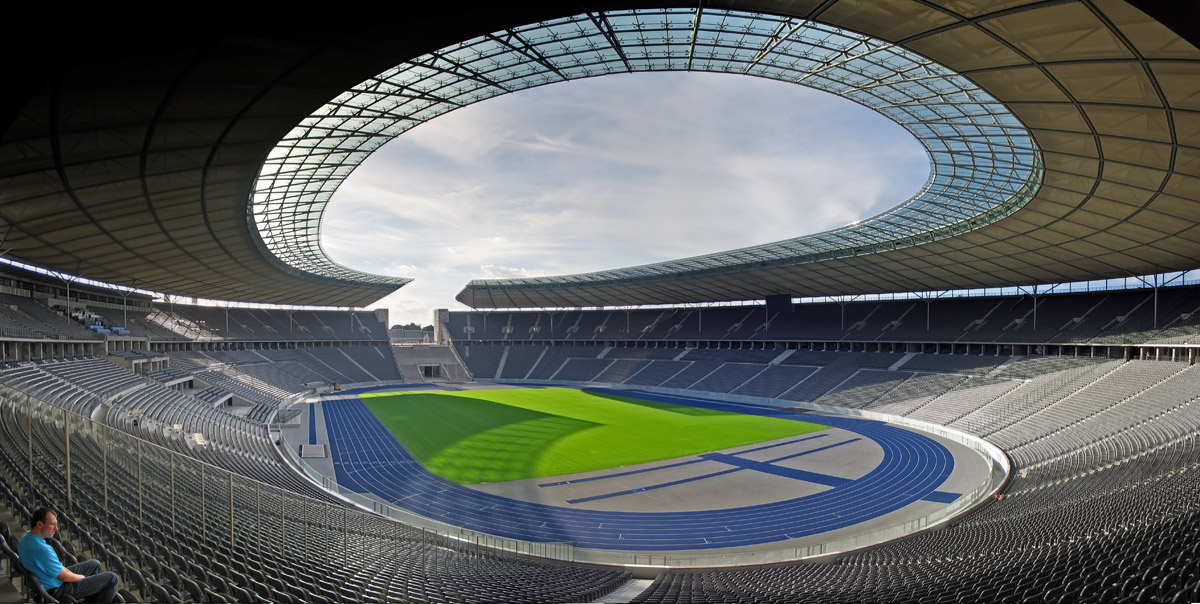
Олімпійський стадіон в Берліні

### Марафонська траса
Дистанція марафонської траси загальною довжиною 42,195 км відрізнялась від тієї, яку спортсмени долають під час Берлінського марафону. Старт та фініш марафонського бігу відбулись біля Меморіальної церкви кайзера Вільгельма. Основна частина дистанції складалась з чотирьох кіл по 10 км кожен та була прокладена центральною частиною Берліна посеред Берлінського зоопарку, Колони перемоги, Палацу Бельвю, Бранденбурзьких воріт, Потсдамської площі.

### Траса спортивної ходьби
Змагання зі спортивної ходьби на 20 кілометрів пройшли по 1-кілометровому колу, прокладеному площею Брайтшайдплатц. Ходоки на дистанції 50 кілометрів долали 2-кілометрове коло.

### Штовхання ядра (кваліфікація)
Кваліфікаційні змагання зі штовхання ядра були проведені на секторі, спеціально спорудженому для цього на площі Брайтшайдплатц.

## Призери

### Чоловіки
| Дисципліни                | Золото | Золото         | Срібло                                                                                       | Срібло      | Бронза | Бронза      |
| ------------------------- | --- | -------------- | -------------------------------------------------------------------------------------------- | ----------- | --- | ----------- |
| 100 метрів                | Жарнел Г'юз Велика Британія                                                                                  | 9,95 CR        | Ріс Прескод Велика Британія                                                                  | 9,96 NU23R  | Жак Алі Гарві Туреччина                                                                                             | 10,01       |
| 200 метрів                | Раміль Гулієв Туреччина                                                                                      | 19,76 CR       | Нетаніел Мітчелл-Блейк Велика Британія                                                       | 20,04 SB    | Алекс Вілсон Швейцарія                                                                                              | 20,04 NR    |
| 400 метрів                | Меттью Гадсон-Сміт Велика Британія                                                                           | 44,81          | Кевін Борле Бельгія                                                                          | 45,13       | Джонатан Борле Бельгія                                                                                              | 45,19       |
| 800 метрів                | Адам Кщот Польща                                                                                             | 1.44,59 SB     | Андреас Крамер Швеція                                                                        | 1.45,03 NR  | П'єр-Амбруаз Босс Франція                                                                                           | 1.45,30     |
| 1500 метрів               | Якоб Інгебрігтсен Норвегія                                                                                   | 3.38,10        | Марцин Левандовський Польща                                                                  | 3.38,14     | Джейк Вайтман Велика Британія                                                                                       | 3.38,25     |
| 5000 метрів               | Якоб Інгебрігтсен Норвегія                                                                                   | 13.17,06 EU20R | Генрік Інгебрігтсен Норвегія                                                                 | 13.18,75    | Морхад Амдуні Франція                                                                                               | 13.19,14 SB |
| 10000 метрів              | Морхад Амдуні Франція                                                                                        | 28.11,22       | Башир Абді Бельгія                                                                           | 28.11,76    | Єманеберхан Кріппа Італія                                                                                           | 28.12,15    |
| 110 метрів з бар'єрами    | Паскаль Мартіно-Лагард Франція                                                                               | 13,17 SB       | Сергій Шубенков Допущені нейтральні атлети                                                   | 13,17       | Орландо Ортега Іспанія                                                                                              | 13,34       |
| 400 метрів з бар'єрами    | Карстен Варгольм Норвегія                                                                                    | 47,64 AU23R    | Ясмані Копелло Туреччина                                                                     | 47,81 NR    | Томас Барр Ірландія                                                                                                 | 48,31 SB    |
| 3000 метрів з перешкодами | Маєдін Мекіссі-Бенаббад Франція                                                                              | 8.31,66        | Фернандо Карро Іспанія                                                                       | 8.34,16     | Йоганес К'яппінеллі Італія                                                                                          | 8.35,81     |
| 4×100 метрів              | Велика Британія Чиджинду Уджа Жарнел Г'юз Адам Джемілі Гаррі Айкінс-Айїтей Нетаніел Мітчелл-Блейк (забіг)    | 37,80          | Туреччина Емре Зафер Барнс Жак Алі Гарві Їгітджан Гекімоглу Раміль Гулієв                    | 37,98 NR    | Нідерланди Крістофер Гаріа Чуранді Мартіна Генслі Пауліна Таймір Бернет                                             | 38,03 NR    |
| 4×100 метрів              | Бельгія Ділан Борле Йонатан Борле Йонатан Сакур Кевін Борле Жульєн Ватрен (забіг) Робін Вандербемден (забіг) | 2.59,47 EL     | Велика Британія Раба Юсіф Двейн Кавен Меттью Гадсон-Сміт Мартін Руні Камерон Чалмерс (забіг) | 3.00,36 SB  | Іспанія Оскар Усільйос Лукас Буа Самуель Гарсія Бруно Ортелано Марк Уджакпор (забіг) Дарвін Андрес Ечеверрі (забіг) | 3.00,78 SB  |
|                           | |                |                                                                                              |             | |             |
| Марафон                   | Кун Нарт Бельгія                                                                                             | 2:09.51 CR     | Тадессе Абрахам Швейцарія                                                                    | 2:11.24     | Яссін Рашик Італія                                                                                                  | 2:12.09 PB  |
| Ходьба 20 кілометрів      | Альваро Мартін Іспанія                                                                                       | 1:20.42 SB     | Дієго Гарсія Іспанія                                                                         | 1:20.48     | Василь Мізінов Допущені нейтральні атлети                                                                           | 1:20.50 PB  |
| Ходьба 50 кілометрів      | Мар'ян Закальницький Україна                                                                                 | 3:46.32        | Матей Тот Словаччина                                                                         | 3:47.27     | Дмитро Дюбін Білорусь                                                                                               | 3:47.59 PB  |
|                           | |                |                                                                                              |             | |             |
| Стрибки у висоту          | Матеуш Пшибілко Німеччина                                                                                    | 2,35 PB        | Максим Недосеков Білорусь                                                                    | 2,33 PB     | Ілля Іванюк Допущені нейтральні атлети                                                                              | 2,31 PB     |
| Стрибки з жердиною        | Арман Дюплантіс Швеція                                                                                       | 6,05 WU20R     | Тимур Моргунов Допущені нейтральні атлети                                                    | 6,00 PB     | Рено Лавіллені Франція                                                                                              | 5,95 SB     |
| Стрибки у довжину         | Мільтіадіс Тентоглу Греція                                                                                   | 8,25 SB        | Фабіан Гайнле Німеччина                                                                      | 8,13 SB     | Сергій Никифоров Україна                                                                                            | 8,13        |
| Потрійний стрибок         | Нельсон Евора Португалія                                                                                     | 17,10 SB       | Алексіс Копельйо Азербайджан                                                                 | 16,93       | Дімітріос Ціаміс Греція                                                                                             | 16,78 SB    |
| Штовхання ядра            | Міхал Гаратик Польща                                                                                         | 21,72          | Конрад Буковецький Польща                                                                    | 21,66 NU23R | Давід Шторль Німеччина                                                                                              | 21,41       |
| Метання диска             | Андрюс Гудзюс Литва                                                                                          | 68,46          | Данієль Штоль Швеція                                                                         | 68,23       | Лукас Вайсгайдінгер Австрія                                                                                         | 65,14       |
| Метання молота            | Войцех Новицький Польща                                                                                      | 80,12          | Павел Файдек Польща                                                                          | 78,69       | Халас Бенце Угорщина                                                                                                | 77,36       |
| Метання списа             | Томас Релер Німеччина                                                                                        | 89,47          | Андреас Гофманн Німеччина                                                                    | 87,60       | Магнус Кірт Естонія                                                                                                 | 85,96       |
|                           | |                |                                                                                              |             | |             |
| Десятиборство             | Артур Абеле Німеччина                                                                                        | 8431           | Ілля Шкуреньов Допущені нейтральні атлети                                                    | 8321 SB     | Віталій Жук Білорусь                                                                                                | 8290 PB     |

### Жінки
| Дисципліни                | Золото | Золото      | Срібло                                                                                       | Срібло      | Бронза | Бронза      |
| ------------------------- | --- | ----------- | -------------------------------------------------------------------------------------------- | ----------- | --- | ----------- |
| 100 метрів                | Діна Ашер-Сміт Велика Британія | 10,85 WL    | Джина Люкенкемпер Німеччина                                                                  | 10,98 AU23R | Дафне Схіперс Нідерланди | 10,99 SB    |
| 200 метрів                | Діна Ашер-Сміт Велика Британія | 21,89 WL    | Дафне Схіперс Нідерланди                                                                     | 22,14 SB    | Яміле Самуель Нідерланди | 22,37 PB    |
| 400 метрів                | Юстина Швенти-Ерсетиц Польща | 50,41 EL    | Марія Белібасакі Греція                                                                      | 50,45 NR    | Лісанне де Вітте Нідерланди | 50,77 NR    |
| 800 метрів                | Наталія Прищепа Україна | 2.00,39     | Ренелль Ламот Франція                                                                        | 2.00,62     | Ольга Ляхова Україна | 2.00,79     |
| 1500 метрів               | Лора М'юр Велика Британія | 4.02,32     | Софія Еннауї Польща                                                                          | 4.03,08     | Лора Вейтман Велика Британія                                                                                                   | 4.03,75     |
| 5000 метрів               | Сіфан Гассан Нідерланди | 14.46,12 CR | Ейліш Макколган Велика Британія                                                              | 14.53,05    | Ясмін Джан Туреччина | 14.57,63 SB |
| 10000 метрів              | Лона Салпетер Ізраїль | 31.43,29    | Сусан Крумінс Нідерланди                                                                     | 31.52,55    | Мераф Бахта Швеція | 32.19,34    |
| 100 метрів з бар'єрами    | Ельвіра Герман Білорусь | 12,67       | Памела Дуткевич Німеччина                                                                    | 12,72       | Сінді Роледер Німеччина | 12,77       |
| 400 метрів з бар'єрами    | Лея Шпрунгер Швейцарія | 54,33       | Анна Рижикова Україна                                                                        | 54,51 SB    | Меган Бізлі Велика Британія | 55,31       |
| 3000 метрів з перешкодами | Геза Краузе Німеччина | 9.19,80 SB  | Фабієнне Шлюмпф Швейцарія                                                                    | 9.22,29 SB  | Кароліне Гревдаль Норвегія | 9.24,46     |
| 4×100 метрів              | Велика Британія Аша Філіп Імані Лансіквот Б'янка Вільямс Діна Ашер-Сміт Дерілл Нейта (забіг)                                                   | 41,88 WL    | Нідерланди Дафне Схіперс Маріє ван Гюненстейн Яміле Самуель Наомі Седні                      | 42,15 SB    | Німеччина Ліса Марі Кваї Джина Люкенкемпер Татьяна Пінту Ребекка Гаасе                                                         | 42,23 SB    |
| 4×400 метрів              | Польща Малгожата Голуб-Ковалик Іга Баумгарт-Вітан Патриція Вичишкевич Юстина Швенти-Ерсетиц Наталя Качмарек (забіг) Мартина Добровська (забіг) | 3.26,59     | Франція Елеа Мар'яма Діарра Дебора Санане Агнес Рааролаї Флорія Гей Естелль Перросьє (забіг) | 3.27,17     | Велика Британія Зої Кларк Аніка Онуора Емі Оллкок Ейлід Дойл Фінетт Адж'японг (забіг) Мері Абічі (забіг) Емілі Даймонд (забіг) | 3.27,40     |
|                           | |             |                                                                                              |             | |             |
| Марафон                   | Ольга Мазурьонок Білорусь | 2:26.22     | Клеманс Кальван Франція                                                                      | 2:26.28     | Єва Врабцова-Нивлтова Чехія | 2:26.31 NR  |
| Ходьба 20 кілометрів      | Марія Перес Іспанія | 1:26.26 CR  | Анежка Драготова Чехія                                                                       | 1:27.03 SB  | Антонелла Пальмізано Італія | 1:27.30 SB  |
| Ходьба 50 кілометрів      | Інеш Енрікеш Португалія | 4:09.21 CR  | Аліна Цвілій Україна                                                                         | 4:12.44 NR  | Юлія Такач Іспанія | 4:15.22     |
|                           | |             |                                                                                              |             | |             |
| Стрибки у висоту          | Марія Ласіцкене Допущені нейтральні атлети | 2,00        | Мирела Демирева Болгарія                                                                     | 2,00 PB     | Марі-Лоренс Юнгфляйш Німеччина                                                                                                 | 1,96 SB     |
| Стрибки з жердиною        | Екатеріні Стефаніді Греція | 4,85 CR     | Ніколета Кіріякопулу Греція                                                                  | 4,80 SB     | Голлі Бредшоу Велика Британія                                                                                                  | 4,75        |
| Стрибки у довжину         | Малайка Мігамбо Німеччина | 6,75        | Марина Бех Україна                                                                           | 6,73 SB     | Шара Проктор Велика Британія                                                                                                   | 6,70        |
| Потрійний стрибок         | Параскеві Папахристу Греція | 14,60 SB    | Крістін Гіріш Німеччина                                                                      | 14,45 PB    | Ана Пелетейро Іспанія | 14,44       |
| Штовхання ядра            | Пауліна Губа Польща | 19,33       | Крістіна Шваніц Німеччина                                                                    | 19,19       | Альона Дубицька Білорусь | 18,81       |
| Метання диска             | Сандра Перкович Хорватія | 67,62       | Надін Мюллер Німеччина                                                                       | 63,00 SB    | Шаніс Крафт Німеччина | 62,46       |
| Метання молота            | Аніта Влодарчик Польща | 78,94 CR    | Александра Таверньє Франція                                                                  | 74,78 NR    | Йоанна Фьодоров Польща | 74,00       |
| Метання списа             | Крістін Гуссонг Німеччина | 67,90 CR    | Нікола Огроднікова Чехія                                                                     | 61,85       | Лівета Ясунайте Литва | 61,59       |
|                           | |             |                                                                                              |             | |             |
| Семиборство               | Нафіссату Тіам Бельгія | 6816 WL     | Катаріна Джонсон-Томпсон Велика Британія                                                     | 6759 PB     | Каролін Шефер Німеччина | 6602 SB     |

## Медальний залік
На чемпіонаті у медальному заліку були представлені атлети з 27 збірних команд. Крім цього, російські спортсмени у статусі допущених нейтральних атлетів вибороли 6 медалей (1 золота, 3 срібні та 2 бронзові), проте згідно з регламентом змагань не були включені до медального заліку.
| Місце                | Країна                     | Золото | Срібло | Бронза | Загалом |
| -------------------- | -------------------------- | ------ | ------ | ------ | ------- |
| 1                    | Велика Британія            | 7      | 5      | 7      | 19      |
| 2                    | Польща                     | 7      | 4      | 1      | 12      |
| 3                    | Німеччина                  | 6      | 7      | 6      | 19      |
| 4                    | Франція                    | 4      | 3      | 3      | 10      |
| 5                    | Бельгія                    | 3      | 2      | 1      | 6       |
| 5                    | Греція                     | 3      | 2      | 1      | 6       |
| 7                    | Білорусь                   | 3      | 1      | 3      | 7       |
| 8                    | Норвегія                   | 3      | 1      | 1      | 5       |
| 9                    | Іспанія                    | 2      | 3      | 5      | 10      |
| 10                   | Португалія                 | 2      | 0      | 0      | 2       |
| 11                   | Україна                    | 1      | 4      | 1      | 6       |
| 12                   | Нідерланди                 | 1      | 3      | 4      | 8       |
| –                    | Допущені нейтральні атлети | 1      | 3      | 2      | 6       |
| 13                   | Туреччина                  | 1      | 2      | 2      | 5       |
| 14                   | Швейцарія                  | 1      | 2      | 1      | 4       |
| 14                   | Швеція                     | 1      | 2      | 1      | 4       |
| 16                   | Італія                     | 1      | 1      | 4      | 6       |
| 17                   | Литва                      | 1      | 0      | 1      | 2       |
| 18                   | Ізраїль                    | 1      | 0      | 0      | 1       |
| 18                   | Хорватія                   | 1      | 0      | 0      | 1       |
| 20                   | Чехія                      | 0      | 2      | 1      | 3       |
| 21                   | Азербайджан                | 0      | 1      | 0      | 1       |
| 21                   | Болгарія                   | 0      | 1      | 0      | 1       |
| 21                   | Словаччина                 | 0      | 1      | 0      | 1       |
| 24                   | Австрія                    | 0      | 0      | 2      | 2       |
| 25                   | Ірландія                   | 0      | 0      | 1      | 1       |
| 25                   | Естонія                    | 0      | 0      | 1      | 1       |
| 25                   | Угорщина                   | 0      | 0      | 1      | 1       |
| Загалом (27 збірних) | Загалом (27 збірних)       | 50     | 50     | 50     | 150     |